# 21 (ресторан)
40°45′38″ пн. ш. 73°58′39″ зх. д. / 40.7605° пн. ш. 73.9774° зх. д.
«21» (англ. 21 Club) — американський ресторан традиційної кухні, колишнє спікізі, розташований у місті Нью-Йорк, на Манхеттені, на 52-й вулиці.

## Опис
Ресторан розміщений у чотириповерховій будівлі. Основні приміщення — «Барна зала» і «На верхньому поверсі», крім них є десять приватних обідніх приміщень, включаючи залу у винному погребі на 20 відвідувачів. Стеля і стіни ресторану обвішані раритетними іграшками, першу з яких подарував один із завсідників на початку 1930-х років — це була модель гідролітака британських ВПС. Нині в оформленні закладу можна побачити безліч моделей автомобілів і автобусів, тенісні ракетки та футбольні м'ячі, телефони та нафтові вишки. Можливо найзнаменитішою рисою ресторану «21» є наявність так званих «галянкових жокеїв»: великих фігурок у формі жокея. 33 жокеї вишикувані в ряд на балконі над входом, ще 2 розміщені всередині. Першого жокея подарував ресторану один з відвідувачів, власник кінської ферми, в 1942 році, і ця традиція успішно прижилася.
У ресторані зберігалися або зберігаються донині особисті колекції вин Джеральда Форда, Джона Кеннеді, Річарда Ніксона, Джоан Кроуфорд, Елізабет Тейлор, Ернеста Хемінгуея, Френка Сінатри, Ела Джолсона, Глорії Вандербілт, Софі Лорен, Мей Вест, Жа Жа Габор, Аристотеля Онассіса, Джина Келлі, Глорії Свенсон, Джуді Гарленд, Семмі Девіса, Мерилін Монро та інших відомих людей.
Кожного різдва завсідникам ресторану дарують шовкові шарфи ручної роботи, кожен зі своїм індивідуальним номером і зображенням одного з жокеїв. Модель, актриса і співачка Сіггі Нордстром зібрала кілька десятків таких подарунків.
У ресторані обідали всі президенти США, починаючи з Франкліна Рузвельта (за винятком Джорджа Буша-молодшого, хоча його дружина і доньки бували тут).

## Історія
Див. також Вісімнадцята поправка до Конституції США
Історія ресторану починається 1922 року. Тоді Джек Крейндлер і Чарлі Бернс відкрили в Гринвіч-Віллиджі невелике спікізі під назвою «Руда голова». Заради конспірації в 1925 році спікізі поміняло своє місце розташування і змінило назву на «Фронтон». Тепер це вже був досить фешенебельний заклад з живою музикою і величезними столами. Наступного року знову переїхало, змінивши назву на Puncheon Club. 31 грудня 1929 спікізі знову вимушене було змінити адресу, цього разу у зв'язку з будівництвом Рокфеллерівського центру. Після цього переїзду на 52-у вулицю «мандри» ресторану закінчилися, він став відомий під назвою Jack and Charlie's 21.
Впродовж чотирнадцяти років «сухого закону» на Клуб кілька разів були поліцейські облави, але завжди поліціянти йшли ні з чим: всередині приміщення була складна система зсувних полиць, що ховала алкоголь або зливала його в каналізацію, в підвалі були потаємні двері, що вели до підвалу сусіднього будинку.
Наприкінці 1933 року, після скасування «сухого закону», ресторан був «легалізований».
1975 року Мерилін Кейтор написала книгу «21» The Life and Times of New York's Favorite Club.
1985 року спадкоємці засновників, Джека Крейндлера і Чарлі Бернса, продали ресторан Маршаллу Когану і Стівену Свіду, власникам компанії General Felt Industries, а ті в свою чергу десять років по тому перепродали заклад Orient-Express Hotels, яка володіє «21»  досі .
24 січня 2009 скасовано давнє непорушне правило ресторану, за яким чоловіки зобов'язані були бути в краватках. Однак всі інші правила дрес-коду, включаючи обов'язкову наявність піджака, неприпустимість джинсів і кросівок, залишилися без змін.